# Шаля (Свердловская область)
Ша́ля — посёлок городского типа в Свердловской области России. Административный центр Шалинского района и Шалинского муниципального округа.

## Название
Шаля получила своё название от одноимённой реки. Название реки происходит из мансийского языка и означает «тёмная», «чёрная», «мутная».

## Географическое положение
Шаля расположена на западном склоне Среднего Урала, между Екатеринбургом и Пермью. Через посёлок протекает река Шаля (приток Сылвы), запруженная в двух местах — на юго-востоке и северо-западе посёлка Шаля, а также принимающая несколько притоков. Железная дорога пересекает посёлок с северо-запада на юго-восток.

## История
Шаля основана в 1903 году как посёлок при прокладке железной дороги Пермь — Екатеринбург. В 1907—1909 годах сформирован комплекс станции, включавший депо, водонапорную башню, вокзал и жилые дома. Проект здания вокзала разработал архитектор Ф. Е. Вольсов, который также спланировал и другие вокзалы на данной ветке железных дорог. В 1932 образован Шалинский район, однако центром этого района стало село Сылва. Лишь в 1938 районные учреждения перенесены в Шалю. В 1942 посёлок железнодорожной станции Шаля получил статус рабочего посёлка.
Возле посёлка 19 октября 2015 года находился эпицентр редкого для Урала землетрясения с магнитудой около 4 баллов.
Законом Свердловской области от 28 марта 2017 года № 25-ОЗ деревня Никитинка была присоединена к рабочему посёлку Шаля.
С 1 октября 2017 года согласно областному закону N 35-ОЗ статус Шали изменён с рабочего посёлка на посёлок городского типа (без уточнения разновидности).
В Шале имелась деревянная часовня, после 1917 перестроенная в церковь, которая в 1930 была закрыта и позднее снесена. С 1996 года действует православный приход, открыт сначала молитвенный дом, а в 2008 освящён каменный храм во имя апостола Андрея Первозванного. 

## Население
| 1959  | 1970  | 1979  | 1989  | 2002  | 2009  | 2010  | 2012  |
| ----- | ----- | ----- | ----- | ----- | ----- | ----- | ----- |
| 9518  | ↘7196 | ↗7388 | ↘7123 | ↘6801 | ↘6466 | ↘6433 | ↘6375 |
| 2013  | 2014  | 2015  | 2016  | 2017  | 2018  | 2019  | 2020  |
| ↗6459 | ↘6455 | ↗6524 | ↘6501 | ↘6470 | ↗6471 | ↘6410 | ↗6451 |
| 2021  | 2023  |       |       |       |       |       |       |
| ↘5960 | ↘5949 |       |       |       |       |       |       |

## Транспорт
В Шале расположена одноимённая железнодорожная станция главного хода Транссибирской магистрали, участок Пермь — Екатеринбург.